# 狄龙 (南卡罗来纳州)
狄龙（英文：Dillon），是美国南卡罗来纳州下属的一座城市。城市类型是“City”。其面积大约为5.24平方英里（13.56平方公里）。根据2010年美国人口普查，该市有人口6,788人，人口密度约为每平方 英里1,296.41人（约合每平方公里500.56人）。